# 崔應科
崔應科（16世紀—17世紀），字杰儒，号登吾，河南河南府登封县民籍，直隶長垣縣人，明朝政治人物。

## 生平
二月十三日生，治易经。萬曆十三年（1585年）乙酉科河南鄉試第七十二名舉人，二十三年（1595年）乙未科會試第二百五十二名，廷試二甲第五十一名进士，户部觀政，二十五四月授刑部浙江司主事，二十七年十一月升户部廣東司员外，二十八年八月升浙江司郎中，值建储买珠，严却商例。二十九年七月出任陕西汉中府知府，修堰濬渠，筑城葺庙，鼓舞文士，尤多成立。三十五年閏六月升至湖廣按察司副使，分巡下湖南道。以父疾歸省，不候旨离任，鎸级。四十一年復除湖廣長沙道參議，卒于任。其墓地在今登封市大金店镇文村。

## 家族
曾祖崔愷。祖崔嵩。父亲崔光宇，儒官、封承德郎户部员外郎，以子應科贵，累封中宪大夫陕西汉中府知府。前母安氏，母安氏，封安人。具庆下。弟應聘、應詔。娶王氏，封安人。子冲奎、冲壁、冲台、冲婁、冲箕。